# Atherinomorus stipes
El tinícalo cabezón (Atherinomorus stipes), también denominado cabezote (en Puerto Rico), catacuche (en Cuba) o tínico cabezón (en Venezuela), es una especie de pez marino actinopterigio. Es pescado, pero con importancia comercial menor.

## Morfología
Con el cuerpo característico de otros miembros de su familia se diferencia por tener 10 a 11 espinas en la aleta dorsal y 9 a 13 en la aleta anal, así como una cabeza más ancha que el cuerpo; la longitud máxima descrita es de 10 cm aunque parece ser que la longitud máxima más común es de unos 7,5 cm.

## Distribución y hábitat
Se distribuye por la costa oeste del océano Atlántico, desde el sur de Florida (Estados Unidos), Yucatán (México), Bahamas, mar Caribe, hasta Brasil; también se conoce una población en el océano Pacífico en Tumaco (Colombia).
Es una especie de agua marina subtropical, pero también se le puede encontrar en agua dulce o salobre; preferentemente sobre fondos blandos y, sobre todo, asociado a arrecifes de coral. A menudo forma grandes bancos. Se alimenta exclusivamente de zooplancton.